# 格沃夫諾

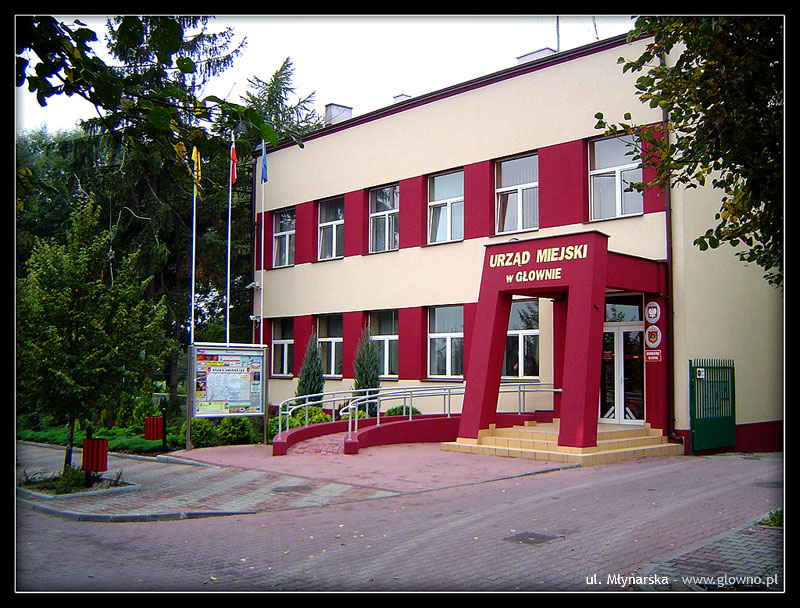

格沃夫諾是波蘭的城鎮，位於該國中部，距離首府羅茲25公里，由羅茲省負責管轄，面積19.82平方公里，每年平均降雨量約500毫米，2006年人口15,167。

## 外部連結
- Official town webpage （页面存档备份，存于） (in Polish)
- Map from mapa.szukacz.pl （页面存档备份，存于）
- Website concerning local history （页面存档备份，存于） (in Polish)
- Pictures of the city

51°58′N 19°44′E / 51.967°N 19.733°E